# Balada sobre un tema de Mart Saar
La Balada sobre un tema de Mart Saar (Ballaad Mart Saare teemale) és una peça per a piano composta per Eduard Tubin el 1945 i estrenada el 6 de juny de 1945 a Estocolm per Olav Roots. Té una durada aproximada d'11 minuts.

## Origen i context
Va ser escrita al camp de refugiats per a estonians de Neglinge, un barri d'Estocolm, poc després del Concertino per a piano que també havia estrenat Olav Roots. El tema va ser pres d'una cançó popular recuperada per Mart Saar.

## Representacions
Després de l'estrena, el crític exigent Moses Pergament la va trobar «brillant». La primera actuació a Estònia va ser el 18 de setembre de 1946 a Viljandi, interpretada per Bruno Lukk.